# Georg Wilhelm Oeder
Georg Wilhelm Oeder (* 15. Februar 1721 in Heilsbronn; † 27. Juni 1751) war ein deutscher Bibliothekar und Pädagoge.

## Leben
Georg Wilhelm Oeder war der Sohn des evangelischen Theologen Georg Ludwig Oeder (1694–1760) und dessen Frau Margarete Sibylle, Tochter des Feuchtwangener Dekanten Georg Ludwig Hamberger. Seine Geschwister waren Johann Ludwig Oeder (1722–1776), Hofrat und Professor am Braunschweiger Collegium Carolinum, Georg Christian Oeder (1728–1791), deutscher Botaniker, Arzt und Sozialreformer, sowie der Rat Johann Friedrich Oeder (1729–1772).
Oeder besuchte das Kloster Heilsbronn und studierte an der Universität Göttingen. Dort verteidigte er am 8. Juni 1743 seine Inauguraldissertation Chronologia grammatica, wodurch er zum Magister ernannt wurde. Zwei Jahre später wurde er Schulleiter des Gymnasiums in Thorn und wirkte auch als Bibliothekar. Er sorgte sich gut um die Schule und führte 1749 wieder das Disputieren unter den Schülern ein. Bereits 30-jährig verstarb Oeder. Er verfasste Programme und weitere kleinere Schriften.

## Werke
- Martini Chemnitii zwo gründliche Schriften von der Rechtfertigung, u. dem rechtfertigenden Glauben; aus dem Latein. übersetzt (Schwabach 1737)
- Diss. de raptu non Pauli apostoli, sed alterius cujusdam, in paradisum, et de palo carni dato (Schwabach 1737)
- Epistola critica ad Joh. Albinum Kriesium, lectionum Tullianarum fasciculum complexa (Göttingen 1742)
- Diss. inaug. de Chronologia grammatica (Göttingen 1743)
- Rede, wie sich ein Christ leicht beliebt machen könne (Thorn 1745)
- Progr. de tautologia Homeri (Thorn 1746)
- Pr. cur crucis imprimis supplicio adfici Jesus voluerit? (Thorn 1746)
- Diss. de negationibus (1748)
- Progr. Vaticinium de Josepho Arimathaeo (1749)
- Memoria nominis ac muneris Krivesiani in gymnasio Thorumensi (1750)
- Pr. de recto usu rhetorices (Thorn 1750)
- De artificio, non respondendi (1751)